# 小孟街道
小孟街道是中华人民共和国贵州省貴陽市花溪区下辖的一个街道办事处。

## 行政区划
小孟街道下辖以下村级行政区划单位：
松花江社区、红林社区、枫阳社区、航天园社区、王宽村、王武村、丰报云村、红艳村、付官村、陈亮村、翁岩村、场坝村、周家寨村、毛寨村、麦乃村、把伙村、杨中村。